# Pitcairnia amboroensis
Pitcairnia amboroensis là một loài thực vật có hoa trong họ Bromeliaceae. Loài này được Ibisch & al. miêu tả khoa học đầu tiên năm 1999.